# فرودگاه دی ام استیونسن رنچ
فرودگاه دی ام استیونسن رنچ (به انگلیسی: D M Stevenson Ranch Airport) یک فرودگاه است که یک باند فرود چمن دارد و طول باند آن ۶۴۰ متر است. این فرودگاه در شهر بند، اورگن کشور ایالات متحده آمریکا قرار دارد و در ارتفاع ۱۱۵۸ متری از سطح دریا واقع شده‌است.